# Ильичёвка (хутор, Москва)
Ильичёвка — хутор в Троицком административном округе Москвы  (до 1 июля 2012 года был в составе Наро-Фоминского района Московской области). Входит в состав поселения Первомайское.

## Население
Согласно Всероссийской переписи, в 2002 году на хуторе проживало 462 человека (212 мужчин и 250 женщин); преобладающая национальность — русские (90%). По данным на 2005 год, на хуторе проживало 467 человек.

## Расположение
Хутор Ильичёвка находится на правом берегу Десны примерно в 4 км к северо-западу от центра города Троицка. Ближайшие населённые пункты — деревни Конюшково и Жуковка.